# Isbul
Isbul (en búlgaro: Исбул) (fl. 820-830) fue el kavján, o primer ministro, del Primer Imperio búlgaro durante los reinados de Omurtag, Malamir y Presian I. Designado para el cargo de kavján bajo Omurtag, Isbul fue un regente o cogobernante del joven Malamir y su sucesor Presian.
Bajo Malamir y Presian, Isbul dirigió exitosas campañas búlgaras contra los bizantinos en el sur de Tracia y Macedonia, que condujo a una importante expansión territorial del reino búlgaro. Como cogobernante de Malamir, Isbul también financió la construcción de un conducto de agua en la capital Pliska. Como el segundo a cargo, Isbul tuvo un enorme poder y riqueza, y con frecuencia aparece al lado del nombre del gobernante en las inscripciones. Debido a sus méritos, Isbul ha sido descrito por los historiadores como el arquitecto del estado medieval búlgaro.